# Milan Stojadinović

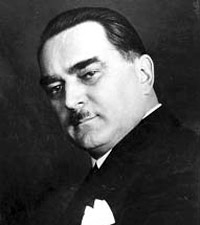
Milan Stojadinović

Milan Stojadinović (serbisch-kyrillisch Милан Стојадиновић; * 4. August 1888 in Čačak, Serbien; † 26. Oktober 1961 in Buenos Aires, Argentinien) war ein serbischer bzw. jugoslawischer Politiker und Ökonom, der von 1935 bis 1939 Ministerpräsident des Königreichs Jugoslawien war. Außerdem war er von 1935 bis 1939 Außenminister und dreimal Finanzminister (1922–1924, 1924–1926, 1934–1935).

## Frühes Leben
Milan Stojadinović wurde am 4. August 1888 in der Stadt Čačak geboren. Sein Vater, Mihailo, war ein städtischer Richter, der 1904 nach Belgrad umzog. Hier machte der junge Stojadinović seinen Schulabschluss. Anfangs ein Sozialdemokrat, kam er später zu der Überzeugung, dass die Befreiung der ethnischen Serben, die im österreichisch-ungarischen und osmanischen Reich lebten, wichtiger war als die Überbrückung der Kluft zwischen Ober- und Unterschicht, und trat in die Fußstapfen seines Vaters, indem er sich der Radikalen Volkspartei (NRS) von Nikola Pašić anschloss.
Im Sommer 1906 wurde Stojadinović nach Österreich geschickt, um als Belohnung für den erfolgreichen Abschluss des Gymnasiums Deutsch zu lernen. Dort geriet er unter den Einfluss der südslawischen Jugendbewegungen und wurde zu einem Anhänger der jugoslawischen Einheit. Später kehrte er nach Serbien zurück und begann ein Studium an der Juristischen Fakultät der Universität Belgrad mit den Schwerpunkten Wirtschaft und Finanzen. Er verbrachte drei Jahre im Ausland und hielt sich im Studienjahr 1910/11 in München und Potsdam, von 1911 bis 1912 in Paris und von 1912 bis 1913 in London auf. Stojadinovićs Aufenthalt in Deutschland hatte einen tiefgreifenden Einfluss auf seine wirtschaftlichen Ansichten und veranlasste ihn, eine Doktorarbeit über den deutschen Staatshaushalt zu schreiben. Er wurde stark von der damals in Deutschland vorherrschenden deutschen Schule der Ökonomie beeinflusst, die argumentierte, dass die Wirtschaftspolitik entsprechend den spezifischen wirtschaftlichen und kulturellen Bedingungen in einer Gesellschaft entwickelt werden sollte, anstatt einem universellen Modell zu folgen.

## Karriere als Ökonom
Stojadinovićs Kompetenz als Wirtschaftswissenschaftler zeigte sich während der Balkankriege 1912 und 1913 und während des Ersten Weltkriegs, als er im serbischen Finanzministerium zu arbeiten begann. Nach dem Rückzug der serbischen Armee durch Albanien im Winter 1915 zog er sich mit der serbischen Exilregierung auf die griechische Insel Korfu zurück. Dort blieb er zwischen 1916 und 1918 und machte sich als Finanzexperte einen Namen, indem er half, den serbischen Dinar zu stabilisieren.
Während seines Aufenthalts auf Korfu lernte Stojadinović seine spätere Frau Augusta kennen – eine Frau griechisch-deutscher Herkunft. Nach dem Krieg ließen sich die beiden in Belgrad nieder. Er arbeitet kurzzeitig für eine englische Bank und trat aufgrund von Meinungsverschiedenheiten mit der Regierung von Ministerpräsident Ljubomir Davidović und seiner Demokratischen Partei als Generaldirektor des staatlichen Rechnungshofs des neu gegründeten Königreichs der Serben, Kroaten und Slowenen zurück. Von 1920 bis 1921 lehrte er Wirtschaftswissenschaften an der Universität Belgrad, gab die akademische Laufbahn jedoch bald wieder auf.

## Finanzminister
Stojadinović wurde 1922 im Alter von nur 34 Jahren Finanzminister. Er begann für die Belgrader Tageszeitung Politika und die englischsprachige Wochenzeitung The Economist zu schreiben. Nach der Ausrufung einer Diktatur durch König Alexander I. Jahr 1929 schlug er sich auf die Seite einer Fraktion der NRS, die sich gegen die diktatorischen Befugnisse des Monarchen aussprach. Obwohl er von den jugoslawischen Behörden verdächtigt wurde, antimonarchische Einstellungen zu haben, wurde er erneut zum Finanzminister in der Regierung von Bogoljub Jevtić ernannt, der nach der Ermordung Alexanders in Marseille im Oktober 1934 Premierminister wurde. Zu diesem Zeitpunkt war Stojadinović auch Vizepräsident der Belgrader Börse und außerdem unternehmerisch tätig. Obwohl klar war, dass Italien und Ungarn hinter der Ermordung von König Alexander steckten, überzeugte die Tatsache, dass der Völkerbund gegen keines dieser Länder vorging, obwohl Jugoslawien Beweise für ihre Beteiligung vorlegte, Stojadinović von der Ineffektivität des Völkerbunds.

## Ministerpräsident

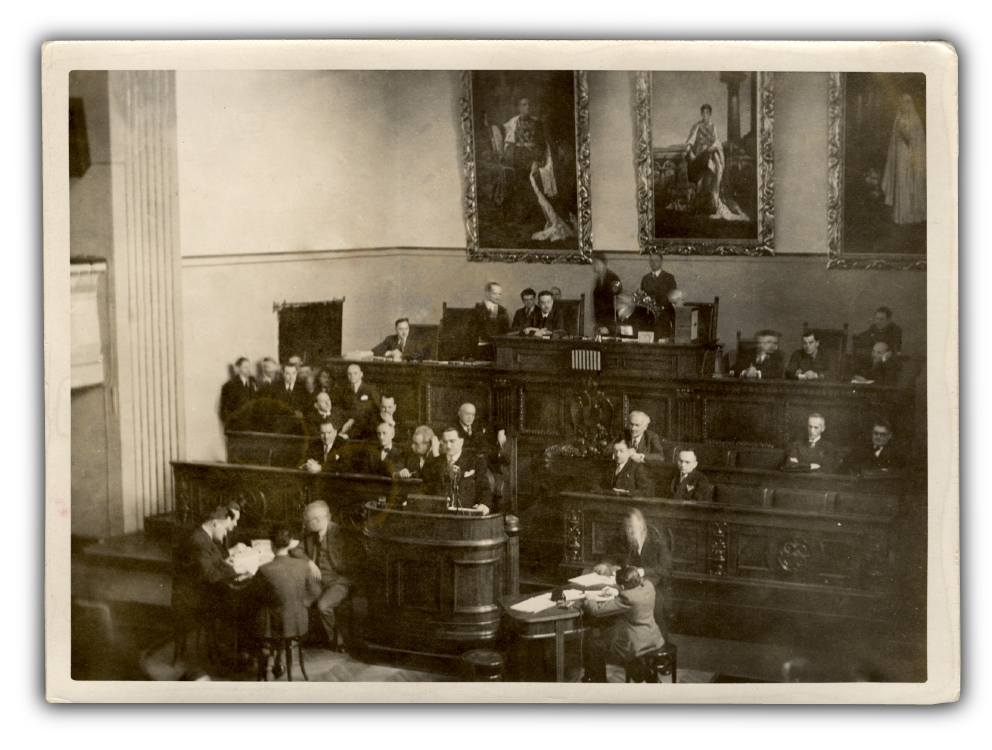
Milan Stojadinovic spricht während einer Sitzung der Nationalversammlung im Jahr 1936

1935 spaltete er sich von der Radikalen Volkspartei ab und gründete die Jugoslovenska Radikalna Zajednica (JRZ), die mit der Slowenischen Volkspartei unter Anton Korošec und der Jugoslawischen Muslimischen Organisation unter Mehmed Spaho koalierte. Der JRZ trat ein Großteil der serbischen Radikalen bei, der Rest ging in Opposition. Nach seinem Sturz 1939 wurde Stojadinović jedoch aus der JRZ ausgeschlossen. Am 24. Juni 1935 wurde er zum Premierminister und Außenminister gewählt. Er überlebte 1935 ein gescheitertes Attentat von Damjan Arnautović, einem Schullehrer. Der Regent des jungen Königs Peter II., Prinzregent Paul von Jugoslawien, ernannte Stojadinović zum Premierminister, zum einen, weil er als Finanzexperte galt, der die Auswirkungen der Weltwirtschaftskrise in den Griff bekommen würde, zum anderen, weil man Stojadinović zutraute, mit den kroatischen Politikern eine Einigung zu erzielen, um die heikle Frage zu lösen, ob Jugoslawien eine Föderation oder ein Einheitsstaat sein solle. Eine der ersten Amtshandlungen von Stojadinović war die Lockerung der Pressezensur und die Freilassung von 10.000 politischen Gefangenen. Er schaffte es allerdings nicht die JRZ zu einer politischen Massenbewegung aufzubauen, obwohl diese die Unterstützung des Parlaments genoss.

### Innenpolitik
Der britische Historiker Richard Crampton schrieb, dass die Grundlage von Stojadinovićs Macht auf Korruption beruhte, da die JRZ eher als eine für den Balkan übliche Patronage-Maschine funktionierte anstatt wie die faschistischen Massenbewegungen, die Stojadinović nachahmen wollte. Das Jugoslawien der Zwischenkriegszeit hatte eine staatlich dominierte Wirtschaft, was zahlreiche Gelegenheiten für Korruption bot. Das bedeutete, dass jede Regierung, die in Belgrad an der Macht war, sich viel Unterstützung verschaffen konnte, indem sie einen Klientelapparat betrieb, der Arbeitsplätze im öffentlichen Sektor im Austausch gegen Wählerstimmen und Loyalität verteilte. Jede Regierung im Jugoslawien der Zwischenkriegszeit nutzte ein derartiges System. Stojadinović belohnte die Mitglieder der JRZ mit Anstellung im öffentlichen Sektor. Die allmähliche Verbesserung der jugoslawischen Wirtschaft in den späten 1930er Jahren nach dem Tief, auf das sie 1932, dem schlimmsten Jahr der Weltwirtschaftskrise, gefallen war, verschaffte Stojadinović jedoch eine gewisse Popularität. Stojadinović glaubte, dass die Lösung für die Große Depression in engeren wirtschaftlichen Beziehungen zu Deutschland lag, dem viele für eine moderne Industriewirtschaft erforderlichen Rohstoffe fehlten. Da Deutschland sowohl Nahrungsmittel als auch Rohstoffe wie Eisen, Bauxit, Kupfer und Mangan benötigte, erlebte Jugoslawien ab 1935 eine wirtschaftliche Blütezeit, indem es in großem Umfang Mineralien und landwirtschaftliche Produkte nach Deutschland exportierte, was zu einem wirtschaftlichen Aufschwung führte und Jugoslawien in den wirtschaftlichen Einflussbereich Deutschlands brachte.

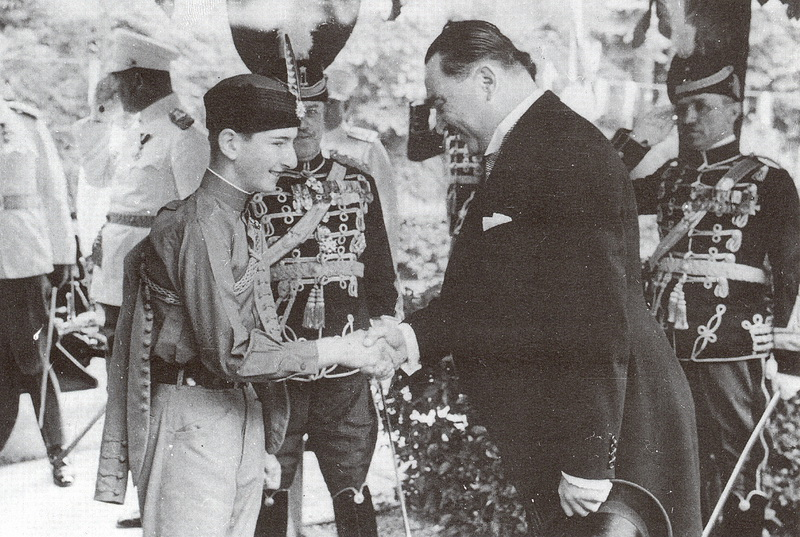
Stojadinović mit König Peter II. von Jugoslawien

Der Prinzregent hatte gehofft, dass Stojadinović auf die Kroaten zugehen würde, aber Stojadinovićs zeigte wenig Bereitschaft, über eine Föderalisierung Jugoslawiens zu sprechen. Im Rahmen eines Versuchs, den katholischen Kroaten entgegenzukommen, unterzeichnete Stojadinović 1935 ein Konkordat mit dem Vatikan, der diese auf die Seite der JRZ bringen sollte. Der Widerstand der serbisch-orthodoxen Kirche veranlasste Stojadinović, die Vorlage des Konkordats zur Ratifizierung zu verschieben. In einem weiteren Zugeständnis an die Kroaten erlaubte Stojadinović die Errichtung einer Statue des ermordeten kroatischen Politikers Stjepan Radić in Zagreb und die Rückkehr von Kroaten, die unter König Alexander ins Exil gegangen waren, darunter der Schwiegersohn von Radić, der einst die Unabhängigkeit Kroatiens gefordert hatte.
Im Januar 1937 traf sich Stojadinović mit Vladko Maček von der Kroatischen Bauernpartei bei einem Treffen unter dem Vorsitz von Prinz Paul. Stojadinović lehnte Mačeks Forderungen nach einer Föderation ab und zog es stattdessen vor, dass Maček Verbindungen zu serbischen Oppositionsführern aufnahm. Stojadinović versuchte, sich zum „nationalen“ Führer der Serben zu machen, ähnlich wie Maček als „nationaler“ Führer der Kroaten, Pater Korošec als „nationaler“ Führer der Slowenen und Spaho als „nationaler“ Führer der bosnischen Muslime angesehen wurden, aber die heterogenen Werte der serbischen Wähler führten dazu, dass sein Versuch, der „nationale Führer“ der Serben zu werden, scheiterte. Die Tatsache, dass die Serben die größte einzelne ethnische Gruppe in Jugoslawien waren, bedeutete, dass die serbischen Wähler nicht das Bedürfnis hatten, sich um einen einzigen „nationalen“ Führer zu scharen, wie es die Minderheiten taten, die sich Uneinigkeit nicht leisten konnten und dazu neigten, für eine Partei zu stimmen.
Das angestrebte Konkordat mit dem Heiligen Stuhl löste 1937 heftige Proteste der serbisch-orthodoxen Kirche aus und trat daher nie in Kraft. Als das Konkordat in der Nacht vom 23. auf den 24. Juni 1937 zur Ratifizierung durch das Parlament anstand, kam es in Belgrad zu Protesten orthodoxer Priester, die das Konkordat als Ausverkauf an die römisch-katholische Kirche bezeichneten. In derselben Nacht, in der das Parlament über die Ratifizierung des Konkordats abstimmte, starb der Patriarch der serbisch-orthodoxen Kirche Varnava, was für die orthodoxen Gläubigen ein Zeichen dafür war, dass Gott das Konkordat missbilligte. Stojadinović zog das Konkordat zurück, um seine Popularität bei den Serben zu retten, was seinem Ruf als fairer Verhandlungspartner der Kroaten schadete, und Maček beschuldigte ihn, in böser Absicht zu handeln. Die Folge des gescheiterten Konkordats war, dass Stojadinović sowohl in Kroatien als auch in Serbien die Unterstützung der Bevölkerung verlor. Im Oktober 1937 unterzeichnete Maček ein Abkommen, den so genannten Block des nationalen Einvernehmens, der seine eigene kroatische Bauernpartei mit der Anti-Stojadinović-Fraktion der Serbischen Radikalen, den Demokraten, der Agrarpartei und den Unabhängigen Demokraten zusammenbrachte. Zu diesem Zeitpunkt war Stojadinović trotz des wirtschaftlichen Aufschwungs aufgrund der grassierenden Korruption innerhalb seiner Regierung weithin unbeliebt geworden.

### Außenpolitik
Stojadinović erkannte die militärische Bedrohung durch NS-Deutschland, das faschistische Italien und die umliegenden Länder. Von Beginn seiner Amtszeit als Ministerpräsident an hatte Stojadinović darauf hingearbeitet, Jugoslawien näher an Deutschland und weg von seinem traditionellen Verbündeten Frankreich zu bringen. Ende 1935 ernannte Stojadinović einen bekannten Germanophilen zum jugoslawischen Botschafter in Berlin und ersetzte damit den früheren Minister, der eine eher kritische Haltung gegenüber dem Reich hatte. Schon vor der Remilitarisierung des Rheinlandes bewegte sich Jugoslawien unter der Führung von Stojadinović in Richtung einer deutschfreundlichen Außenpolitik. 1935 befolgte Jugoslawien die Sanktionen, die der Völkerbund gegen Italien verhängt hatte und die der jugoslawischen Wirtschaft schadeten, und Stojadinović unterzeichnete gleichzeitig seinen ersten Wirtschaftsvertrag mit Deutschland. Im Februar 1936 empfing Stojadinović den bulgarischen König Boris III. in Belgrad, was den Beginn der jugoslawisch-bulgarischen Annäherung markierte, da Stojadinović freundlichere Beziehungen zu Sofia anstrebte, um die „mazedonische Frage“ zu lösen, die die jugoslawisch-bulgarischen Beziehungen in der Zwischenkriegszeit vergiftete.
Jugoslawien hatte 1927 einen Bündnisvertrag mit Frankreich unterzeichnet, als das Rheinland noch von Frankreich besetzt war. Aus jugoslawischer Sicht bedeuteten die Remilitarisierung des Rheinlandes und der Bau des Westwalls, dass Deutschland nun in der Lage war Offensiven in Osteuropa starten konnte, ohne Frankreich fürchten zu müssen, was Stojadinović dazu veranlasste, mit der traditionellen pro-französischen Außenpolitik Jugoslawiens zu brechen und eine Verständigung mit dem Reich anzustreben. Vom 15. bis 20. Juni 1936 trafen sich die Stabschefs der Kleinen Entente (Rumänien, Tschechoslowakei und Jugoslawien) in Bukarest, um ihre Lage nach der Remilitarisierung des Rheinlandes zu besprechen. Das düstere Fazit des Bukarester Treffens lautete, dass Frankreich in Osteuropa keine Rolle mehr spiele und es in Zukunft nur noch zwei Großmächte in Osteuropa gebe, nämlich die Sowjetunion und Deutschland, deren Sieg in einem weiteren Krieg das Ende ihrer Unabhängigkeit bedeuten würde. Stojadinović sah die Zukunft des Königreichs Jugoslawien nur dann als tragfähig an, wenn es gelänge, einen neutralen Status ähnlich dem der Schweiz herzustellen. Seine Außenpolitik zielte konsequent auf dieses Ziel hin. Beispiele dafür sind der Nichtangriffsvertrag mit Italien und die Verlängerung des Freundschaftsvertrags mit Frankreich durch Jugoslawien.
Das faschistische Italien verfolgte gegenüber Jugoslawien in der Regel eine feindselige Politik, aber ab 1936 unternahm Benito Mussolini große Anstrengungen, um Jugoslawien dazu zu bewegen, sein Bündnis mit Frankreich aufzugeben. Nach der Wahl von Léon Blum in Frankreich hatte sich die italienische Außenpolitik stark gegen Frankreich gewandt, und Mussolini wollte im Rahmen seiner antifranzösischen Strategie Jugoslawien aus dem Cordon sanitaire herauslösen, da Jugoslawien der einzige der osteuropäischen Verbündeten Frankreichs war, der eine gemeinsame Grenze mit Italien hatte. Neben seinen antifranzösischen Zielen plante Mussolini, Albanien zu annektieren und es als Basis für die Eroberung Griechenlands zu nutzen, das mit Jugoslawien im Balkanpakt verbündet war, was ein Bündnis mit Belgrad aus seiner Sicht sinnvoll machte. Mussolini hatte erwartet, dass die von ihm finanzierte Ermordung von König Alexander im Jahr 1934 einen Bürgerkrieg zwischen den verschiedenen Völkern Jugoslawiens auslösen würde, der es den Italienern wiederum ermöglichen würde, die von ihnen seit langem begehrten Teile Jugoslawiens zu erobern. Die Ermordung Alexanders führte jedoch nicht zu dem erwarteten Bürgerkrieg und zeigte Mussolini, dass Jugoslawien stabiler war, als er dachte, was ihn veranlasste, seine Pläne gegen dieses Land vorübergehend aufzugeben und stattdessen auf eine Annäherung an Belgrad hinzuarbeiten, was Stojadinović begrüßte.
Ab 1936 mehrten sich die Anzeichen, dass Italien und Deutschland ihre durch die „österreichische Frage“ verursachten Differenzen beiseite legten und zusammenarbeiteten, wobei Mussolini im Oktober 1936 in einer Rede in Mailand verkündete, dass es nun eine „Achse Berlin-Rom“ in Europa gebe. Dieses Bündnis zwischen Hitler und Mussolini beendete alle Hoffnungen der Jugoslawen, Italien gegen Deutschland auszuspielen.

#### Auf dem Balkan
Im Oktober 1936, Stojadinović besuchte Istanbul und vereinbarte den Abschluss eines Freundschaftsvertrags mit dem bulgarischen König Boris. Gemäß den Bedingungen des Balkanpakts war die Zustimmung der anderen Mitglieder erforderlich, wenn ein Mitglied einen Vertrag mit einem anderen Balkanstaat unterzeichnen wollte. Stojadinović stieß bei der Türkei auf wenig Widerstand, aber sowohl Rumänien als auch Griechenland lehnten die Unterzeichnung strikt ab, da sie glaubten, dass Jugoslawien das Bündnis verlasse, und erteilten ihre Zustimmung im Januar 1937 nur widerwillig. Sowohl Rumänien als auch Griechenland gaben ihre Zustimmung erst, als Stojadinović drohte, den Pakt ohne ihre Zustimmung zu unterzeichnen, was den Balkanpakt zerbrochen hätte.
Ende 1936 sabotierte Stojadinović einen diplomatischen Versuch Frankreichs, die Kleine Entente zwischen der Tschechoslowakei, Rumänien und Jugoslawien zu stärken, indem er die Bedingungen der Kleinen Entente gegen eine Aggression durch alle Staaten und nicht nur durch Ungarn gelten ließ. Sowohl der rumänische König Carol II. als auch der tschechoslowakische Präsident Edvard Beneš unterstützten den französischen Vorschlag, und Stojadinović war der einzige Verweigerer. Als ein französischer Gesandter in Belgrad eintraf und versuchte, Stojadinović umzustimmen, erklärte dieser, dass Jugoslawien inzwischen so tief in die wirtschaftliche Einflusssphäre Deutschlands hineingeraten sei, dass er einfach keinen Krieg mit dem Reich riskieren könne, das zu Jugoslawiens mit Abstand größtem Handelspartner und Investor geworden war. Jugoslawien war so tief in die deutsche Wirtschaftssphäre eingebunden, dass man es in Berlin für unnötig hielt, ein Bündnis mit Belgrad zu schließen, da man davon ausging, dass allein die wirtschaftlichen Interessen dafür sorgen würden, dass Jugoslawien de facto ein deutscher Verbündeter sein würde. So wurden knapp 60 Prozent des Außenhandels mit Deutschland abgewickelt.
Am 24. Januar 1937 unterzeichnete Stojadinović den ausgehandelten Freundschaftspakt mit Bulgarien. Obwohl es sich bei dem Pakt eigentlich um ein banales Dokument handelte, das besagte, dass die Völker Jugoslawiens und Bulgariens fortan in Frieden und Freundschaft zusammenleben sollten, einigten sich Stojadinović und sein bulgarischer Amtskollege Georgi Kjosseiwanow bei der Unterzeichnung mündlich darauf, dass Bulgarien seine Ansprüche auf das jugoslawische Mazedonien aufgeben und Stojadinović im Gegenzug die bulgarischen Ansprüche gegenüber Griechenland unterstützen würde. Stojadinović wollte einen Großteil des griechischen Mazedoniens für Jugoslawien haben, insbesondere die Hafenstadt Thessaloniki, und der Freundschaftspakt sollte die Grundlage für ein jugoslawisch-bulgarisches Bündnis gegen Griechenland bilden. Zum Zeitpunkt der Unterzeichnung vereinbarten Stojadinović und Kjosseiwanow, dass Alexandroupoli an Bulgarien gehen sollte, während Jugoslawien Thessaloniki erhalten würde. Da Bulgarien durch Boris’ Heirat mit Prinzessin Giovanna, der Tochter von König Viktor Emanuel III. von Italien, mit Italien verbündet war, passte die Verbesserung der Beziehungen zu Sofia zu Stojadinovićs Plänen, die Beziehungen zu Rom zu verbessern. Stojadinović beabsichtigte, das Problem des Ustascha-Terrorismus in Kroatien durch eine Annäherung an Italien zu lösen, die die Italiener veranlassen sollte, die Ustascha nicht mehr zu unterstützen, was seinen Plänen zur Lösung der „Kroatenfrage“ zugute käme.

#### Verhandlungen mit den Achsenmächten
Ohne Frankreich, die Tschechoslowakei oder Rumänien zu informieren, nahm Stojadinović im Winter 1936/37 Verhandlungen über einen italienisch-jugoslawischen Vertrag auf, der alle noch offenen Probleme zwischen den beiden Ländern lösen sollte. Am 25. März 1937 traf der italienische Außenminister Graf Galeazzo Ciano in Belgrad ein, um den Vertrag gemeinsam mit Stojadinović zu unterzeichnen. Im Rahmen des italienisch-jugoslawischen Vertrags versprach Italien, die Ustascha zu zügeln, die Grenzen Jugoslawiens zu respektieren und die Mitgliedschaft Jugoslawiens in der Kleinen Entente, im Völkerbund und im Balkanpakt zu akzeptieren, während Jugoslawien im Gegenzug Albanien als italienisches Einflussgebiet anerkannte. Obwohl Stojadinović weder das Bündnis mit Frankreich noch die Kleine Entente formell ablehnte, brachte der italienisch-jugoslawische Vertrag Jugoslawien den Achsenmächten sehr viel näher und schwächte die bestehenden Bündnisse. Außerdem beendete er endgültig die französischen Bemühungen um eine Stärkung der Kleinen Entente. Der amerikanische Historiker Gerhard Weinberg fasste die Auswirkungen des italienisch-jugoslawischen Vertrags zusammen: „Nachdem er mit Italien unterzeichnet hatte, konnte man von ihm [Stojadinović] kaum erwarten, ein Abkommen mit Frankreich zu unterzeichnen, das Jugoslawien gegen seinen neuen Partner schützen sollte. Umgekehrt konnte er nicht versprechen, die Tschechoslowakei gegen Deutschland, Italiens Achsenpartner, zu unterstützen. Daher konnte Stojadinović den Deutschen jetzt mit Sicherheit versichern, dass es keinen jugoslawischen Beistandspakt mit Frankreich geben würde“.
Im Dezember 1937 besuchte Stojadinović Rom, um Benito Mussolini und dessen Schwiegersohn, den Außenminister Graf Galeazzo Ciano, zu treffen, die er beide als Freunde betrachtete. Ciano schrieb in seinem Tagebuch, dass Stojadinović: „...die Mussolini-Formel gefiel: Stärke und Konsens. König Alexander hatte nur Stärke. Stojadinović will seine Diktatur popularisieren". Ciano erwiderte Stojadinovićs Bewunderung für das faschistische Italien und schrieb, er sei “unser aufrichtiger Freund... ein starker, vollblütiger Mann mit einem schallenden Lachen und einem festen Händedruck... ein Mann, der Vertrauen erweckt... Von allen politischen Männern, denen ich bisher auf meinen europäischen Reisen begegnet bin, ist er derjenige, den ich am interessantesten finde." Obwohl Stojadinović seine Frau mitbrachte, arrangierte Ciano Partys ‚mit den schönsten Frauen der römischen Gesellschaft‘, da er wusste, dass Stojadinović ein Frauenheld war, der zahlreiche Affären hatte.

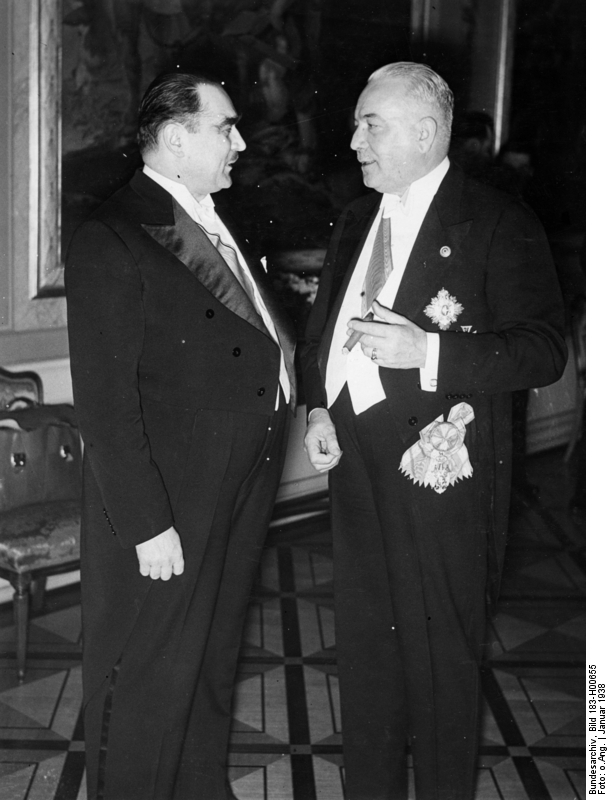
Stojadinović mit dem deutschen Außenminister Konstantin von Neurath im Januar 1938 bei seinem Besuch in Berlin

Im Rahmen der Kleinen Entente von 1921 war Jugoslawien verpflichtet, in den Krieg zu ziehen, wenn Ungarn entweder die Tschechoslowakei oder Rumänien angreifen würde. Im Januar 1938 besuchte Stojadinović Deutschland, um Adolf Hitler zu treffen, und versicherte ihm, dass er ein persönlicher Bewunderer des Führers sei. Hitler seinerseits versicherte Stojadinović, dass, solange er seine pro-deutsche Politik fortsetze, Deutschland nicht nur Jugoslawien niemals angreifen würde, sondern auch Ungarns Ansprüche gegen Jugoslawien nicht unterstützen würde, was für Stojadinović seine Außenpolitik bestätigte. Stojadinović versprach Hitler, dass Jugoslawien einen Anschluss von Österreich akzeptieren würde, da Jugoslawien die Frage des Anschlusses Österreichs als „innerdeutsche“ Angelegenheit betrachte. Stojadinović erklärte, dass Jugoslawien immer gute Beziehungen zu Deutschland gehabt habe, außer wenn es das Reich durch die „Brille eines anderen“ (eine Anspielung auf Frankreich) betrachtet habe, was Hitler zu der Aussage veranlasste, dass Deutschland Jugoslawien nicht mehr „durch die Wiener Brille“ betrachte.
Stojadinovićs Äußerungen während seines Besuchs in Berlin führten nach seiner Rückkehr nach Belgrad zu einem brisanten Treffen mit Raymond Brugère, dem französischen Botschafter, der ein stürmischer Charakter war und sich nicht immer an die Feinheiten der Diplomatie hielt. Brugère konfrontierte Stojadinović mit seiner „Verwunderung“ über dessen Äußerungen in Berlin, was zu dem Vorwurf führte, Stojadinović würde Jugoslawiens Freunde für seine Feinde im Stich lassen. Stojadinović, der das Bündnis mit Frankreich nicht beenden wollte, antwortete darauf, die Aufrechterhaltung des Bündnisses mit Frankreich bleibe ein „grundlegendes“ Element seiner Außenpolitik, was Brugère dazu veranlasste, Beweise für diese Absichten zu verlangen. Er forderte auch die Wiederaufnahme von militärischen Kontakten und Waffenimporten aus Frankreich.
1938 plante Deutschland einen Angriff auf die Tschechoslowakei. Mussolini setzte sich zur Unterstützung Hitlers dafür ein, Jugoslawien aus der Kleinen Entente herauszulösen. Im Juni 1938 traf Stojadinović mit Graf Ciano zusammen und versprach ihm, dass Jugoslawien nichts unternehmen würde, wenn Deutschland die Tschechoslowakei angreifen würde. Im Gegenzug bat Stojadinović die Italiener, ihren Einfluss bei den Ungarn geltend zu machen, um Ungarn davon abzuhalten, die Tschechoslowakei anzugreifen, denn die Kleine Entente sei gegen Ungarn gerichtet, und solange Ungarn neutral bleibe, werde auch Jugoslawien neutral bleiben. Nach dem Münchner Abkommen schien sich Stojadinović mit der Vorstellung von Deutschland als Hegemonialmacht in Osteuropa recht wohl zu fühlen, und die deutsch-jugoslawischen Beziehungen hatten sich so sehr verbessert, dass Stojadinović Ende 1938 Gespräche über den Kauf von Waffen aus Deutschland für Jugoslawien aufnahm.

### Absetzung
Stojadinović begann, sich vodja, serbokroatisch für „Führer“, zu nennen, gab diesen Titel jedoch auf, als er feststellte, dass er bei wiederholter Aussprache im Serbokroatischen wie das Wort djavo („Teufel“) klingt, was die Gegner des Ministerpräsidenten ausnutzten, indem sie die JRZ-Anhänger verspotteten, weil sie scheinbar den „Teufel“ anriefen. Die Tatsache, dass Stojadinović sich selbst als „Führer“ bezeichnete, veranlasste den Prinzregenten Paul, an seiner Loyalität gegenüber König Peter II. zu zweifeln.
Einen Tag vor den Wahlen am 11. Dezember 1938 erklärte Stojadinović einer Gruppe von Journalisten auf einer Pressekonferenz in Belgrad, dass die Plattform der JRZ sei: „Ein König, eine Nation, ein Staat, Wohlstand im eigenen Land, Frieden an den Grenzen“ Während der Wahl präsentierte sich Stojadinović als starker Mann mit Wahlkampfpamphleten, die den Slogan „ein König, eine Nation, ein Staat“ verkündeten und Fotos zeigten, auf denen Stojadinović vor seinen uniformierten Anhängern Reden hielt. Ende 1938 wurde er wiedergewählt, wenn auch mit einem geringeren Vorsprung als erwartet, scheiterte bei der Befriedung der Kroaten, stellte eine militärähnliche Legion seiner eigenen Anhänger („Grünhemden“) auf und formulierte kein klares politisches Programm, was dem Regenten Paul einen willkommenen Vorwand lieferte, um Stojadinović am 5. Februar 1939 durch Dragiša Cvetković zu ersetzen. Prinzregent Paul sah nämlich den ehrgeizigen Stojadinović mit seinen Träumen ein faschistischer Führer zu werden als Bedrohung für seine eigene Macht an.
Nach seiner Ablösung ging der Prinzregent noch einen Schritt weiter, indem er Stojadinović ohne triftigen Grund festnahm, bis es ihm mit Hilfe seiner engen persönlichen Beziehungen zu König Georg VI. von Großbritannien (der 1923 der Trauzeuge des Prinzregenten gewesen war) gelang, die Unterstützung des Vereinigten Königreichs zu gewinnen, um Stojadinović ins Exil in die britische Kronkolonie Mauritius zu schicken, wo er während des Zweiten Weltkriegs festgehalten wurde. Am 17. März 1941 wurde Stojadinović in Griechenland an eine Einheit der britischen Armee übergeben, von wo aus er nach Mauritius weitergeschickt wurde. Zu diesem Zeitpunkt befürwortete Paul das Exil, da er befürchtete, dass Stojadinović im Mittelpunkt eines von Berlin aus gelenkten pro-faschistischen Putsches stehen könnte. Paul wollte sicherstellen, dass es in Belgrad keine alternative Führung gab, mit der die Achsenmächte einen Deal machen konnten. Der britische Premierminister Winston Churchill rechtfertigte die Internierung von Stojadinović auf Mauritius, da er ein „potenzieller Quisling und ein Feind“ sei.

## Leben im Exil
Im Jahr 1946 ging Stojadinović nach Rio de Janeiro und dann nach Buenos Aires, wo er mit seiner Frau und seinen beiden Töchtern wieder zusammenkam. Stojadinović verbrachte den Rest seines Lebens als Berater des Präsidenten in Wirtschafts- und Finanzfragen für Regierungen in Argentinien und gründete die Finanzzeitung El Economista. Stojadinović stand dem argentinischen Präsidenten Juan Perón nahe, für den er als Wirtschaftsberater tätig war. Der Lebensstil von Stojadinović in Buenos Aires legte nahe, dass die Gerüchte über persönliche Korruption seinerseits während seiner Zeit als Premierminister eine gewisse Grundlage hatten. 1954 traf Stojadinović mit Ante Pavelić, dem ehemaligen Poglavnik des Unabhängigen Staates Kroatien, der ebenfalls in Buenos Aires lebte, zusammen und erklärte sich bereit, mit ihm bei der Schaffung zweier unabhängiger und vergrößerter kroatischer und serbischer Staaten zusammenzuarbeiten. Da Pavelićs Regime während des Zweiten Weltkriegs zwischen 300.000 und 500.000 Serben ermordet hatte, brachte Stojadinovićs Bereitschaft, mit Pavelić zusammenzuarbeiten, ihn sowohl in Jugoslawien als auch in der serbischen Diaspora im Ausland weitgehend in Misskredit. Der Ustascha-Feldzug gegen die Serben im Zweiten Weltkrieg wird sowohl von den Serben als auch von Historikern als Völkermord angesehen, und die Fotos, die Stojadinović beim Händeschütteln mit Pavelić zeigen, zerstörten die letzten Reste seines Rufs.
Er starb 1961. Stojadinovićs Memoiren mit dem Titel Weder Krieg noch Pakt (Ni rat, ni pakt) wurden 1963 posthum in Buenos Aires veröffentlicht und 1970 in Rijeka neu aufgelegt.